# ألبرت اندروز
ألبرت اندروز هو سياسي كندي، ولد في 13 سبتمبر 1881 في المملكة المتحدة، وتوفي في 25 أكتوبر 1960 في كندا. حزبياً، نشط في إتحاد مزارعي ألبرتا ‏. وقد انتخب عضو الجمعية التشريعية ألبرتا.